# Louis Thomas Antoine Amy
Louis Thomas Antoine Amy est un homme politique français né le 29 juillet 1760 à Janville et mort le 26 février 1832 à Paris.

## Biographie
Président du tribunal de Janville, il est député d'Eure-et-Loir de 1791 à 1792. Il est poursuivi pour corruption et emprisonné sous la Terreur. Il devient juge au tribunal de première instance de la Seine en 1800, puis conseiller à la cour d'appel de Paris en 1805.

## Sources
- « Louis Thomas Antoine Amy », dans Adolphe Robert et Gaston Cougny, Dictionnaire des parlementaires français, Edgar Bourloton, 1889-1891 [détail de l’édition]